# Dzwonek rozpierzchły
Dzwonek rozpierzchły (Campanula patula L.) – gatunek rośliny z rodziny dzwonkowatych (Campanulaceae). Występuje w środkowej Europie oraz na części obszaru Azji (Syberia, Iran, Turcja). W Polsce jest pospolity na całym obszarze.

## Morfologia

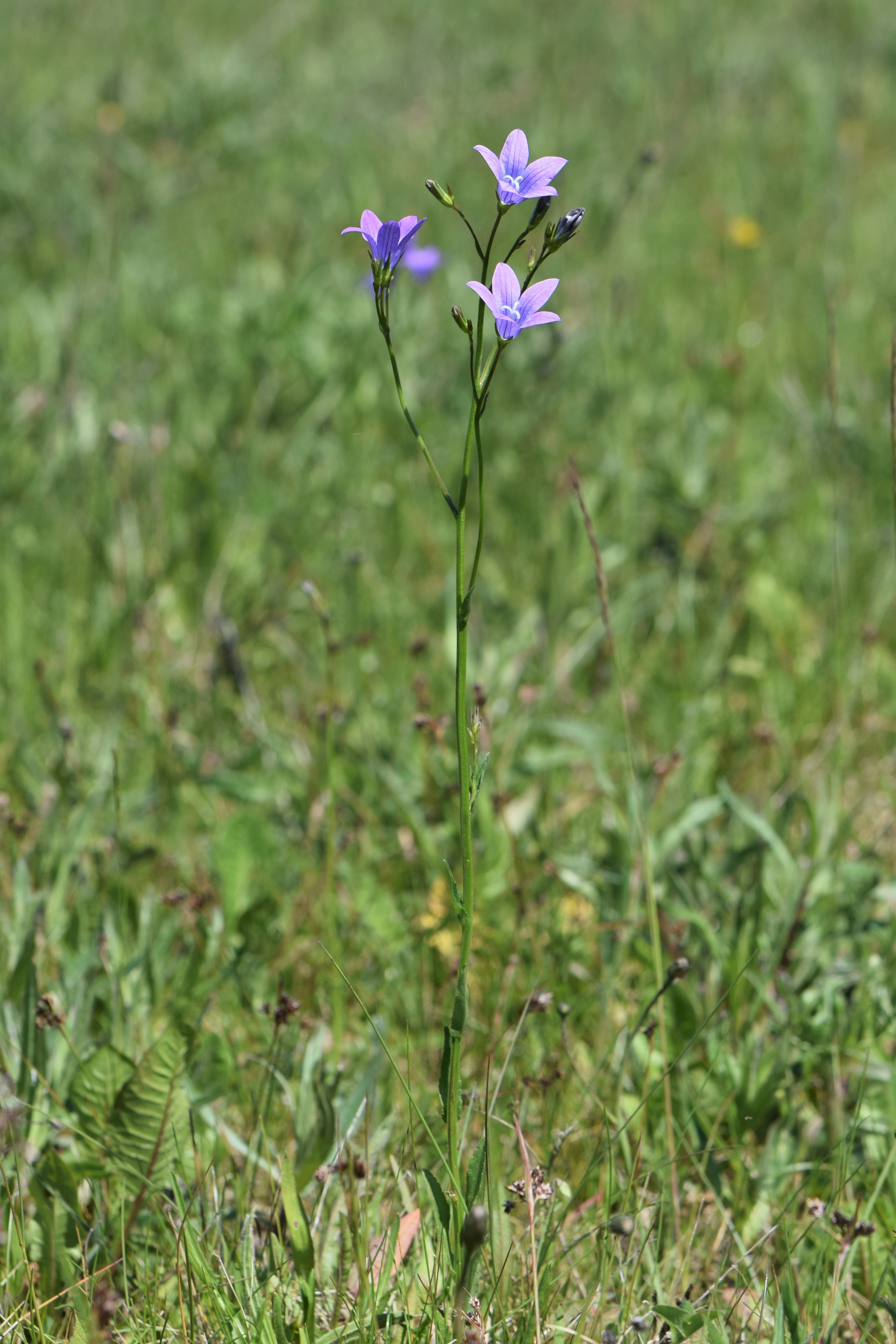
Pokrój

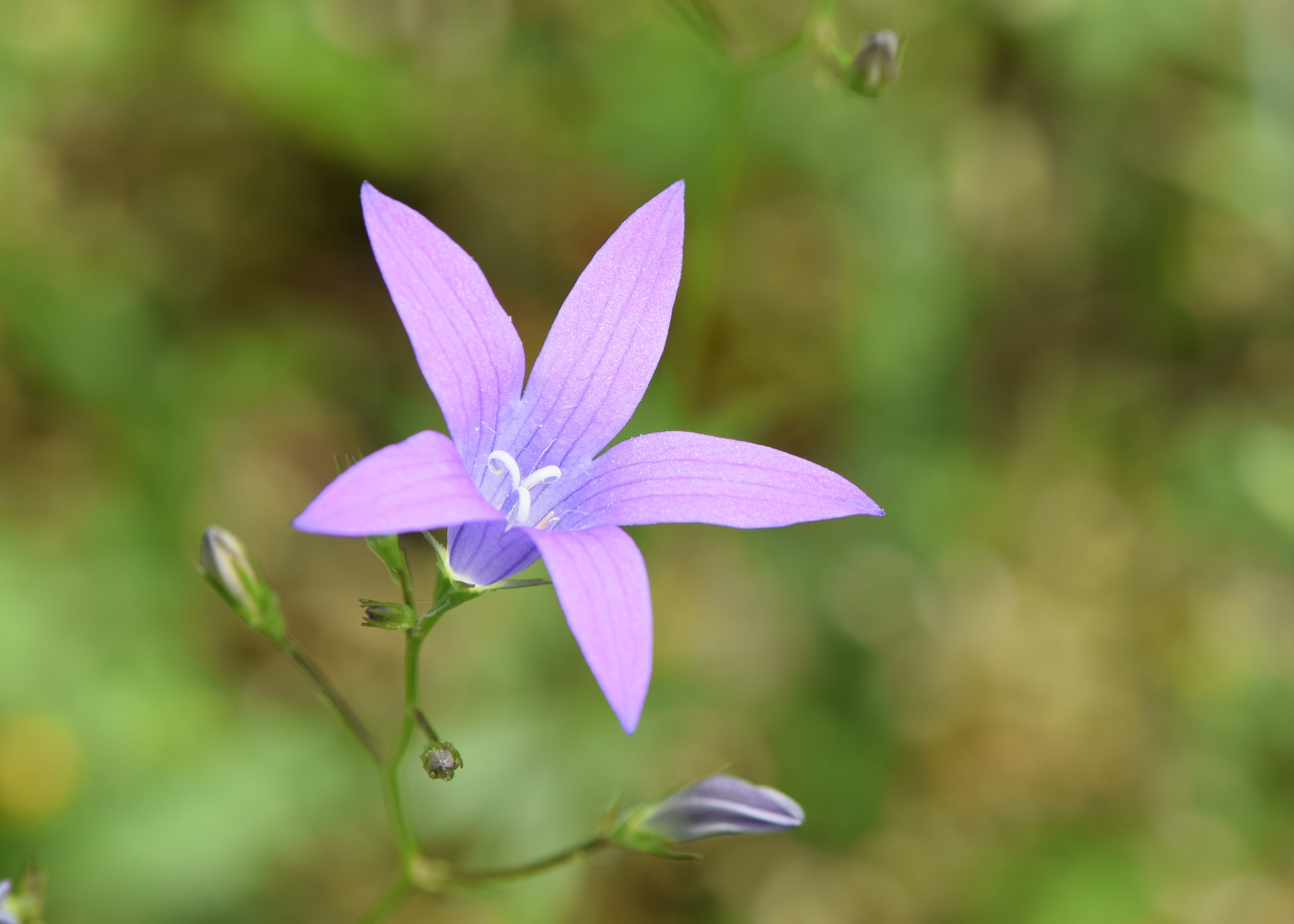
Kwiat

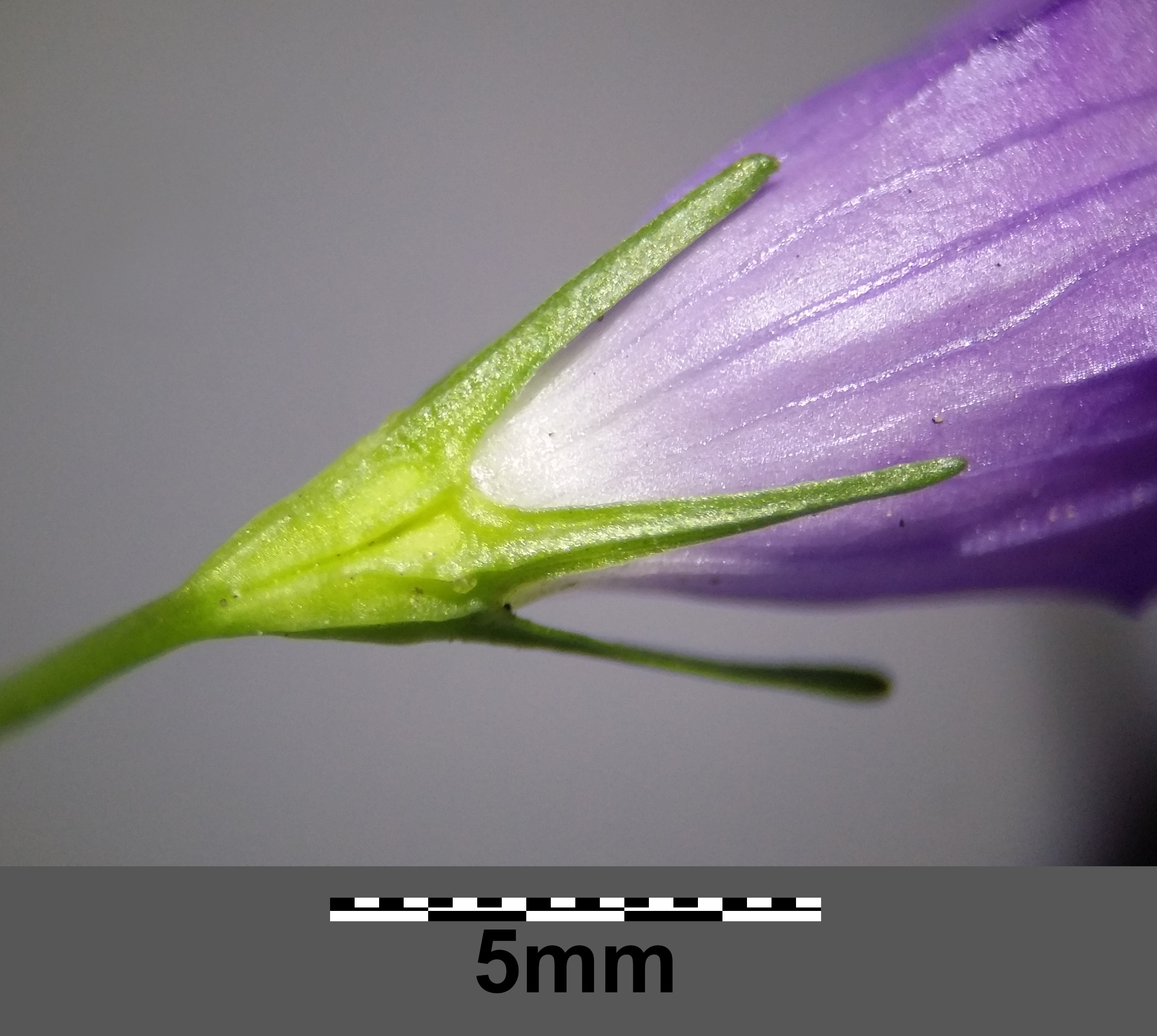
Kielich

ŁodygaWzniesiona lub podnosząca się, u dołu krótko owłosiona, czterograniasta. W obrębie kwiatostanu rozgałęziona, obła i naga. Wysokości przeważnie od 30 do 60 cm, rzadziej 20 do 70 cm.
LiścieDolne podłużnie łopatkowate i karbowane, zwężające się w ogonek. Łodygowe podługowate lub lancetowate, siedzące. W części kwiatostanowej liście przechodzą w lancetowate lub równowąskie podsadki.
KwiatyZebrane w luźny, skąpy, wiechowaty kwiatostan, długoszypułkowe. Kielich 5-działkowy, nagi lub owłosiony, o szydlastych łatkach sięgających do połowy długości korony. Łatki całobrzegie lub u nasady ząbkowane. Lejkowata lub szerokolejkowata korona podzielona do połowy, o długości 1,2–2,5 cm, promienista, niebieskoliliowa, z ciemniejszymi nerwami, rzadko biała. Podczas słonecznej pogody kwiaty są wzniesione, w nocy i podczas deszczu pochylone. Pręcików 5, o nitkach w dolnej części jajowato rozszerzonych, 1 słupek z trójłatkowym znamieniem.
OwoceWzniesiona torebka, otwierająca się 3 otworkami w górnej części. Otworki te przykryte są klapkami, które zamykają się w czasie deszczu. Nasiona małe i błyszczące.
KorzeńBiały, wrzecionowaty, cienki.

## Biologia
Roślina jednoroczna lub dwuletnia, rzadko bylina, hemikryptofit. Kwitnie od maja do lipca lub sierpnia. Kwiaty są przedprątne i posiadają specjalny mechanizm zapobiegający samozapyleniu. W młodych kwiatach stulonych w pąk, dojrzewające już pylniki wysypują pyłek na płatki korony pokryte drobnymi włoskami, po czym nitki pręcików kurczą się opadając wraz z pylnikami na dno kwiatowe. Następnie dojrzewa słupek i rozchylają się płatki korony. Wtedy może nastąpić zapylenie krzyżowe pyłkiem przyniesionym przez owady z innego kwiatu dzwonka. Gdyby jednak z jakichś powodów nie nastąpiło zapylenie krzyżowe, roślina zapewnia sobie możliwość samozapylenia – w ostatniej fazie rozwoju kwiatów znamiona słupka ślimakowato wydłużają się dotykając włosków na płatkach, gdzie jeszcze może znajdować się pyłek.
Liczba chromosomów 2n=20.

## Ekologia
Roślina światłolubna, zapylana przez pszczoły. Rośnie na obszarach o klimacie suboceanicznym lub umiarkowanie kontynentalnym, od niżu po średnie położenia górskie. Siedliskiem są łąki, polany, zręby, obrzeża lasów, widne lasy i parki. Występuje najczęściej na glebach średnio zasobnych i wilgotnych, chociaż może rosnąć także na glebach gliniastych i piaszczystych, tych bogatych w składniki mineralne jak i ubogich. W klasyfikacji zbiorowisk roślinnych gatunek charakterystyczny dla All. Arrhenatherion.